# Лонг-Барн (Каліфорнія)
Лонг-Барн (англ. Long Barn) — переписна місцевість (CDP) в США, в окрузі Туолемі штату Каліфорнія. Населення — 162 особи (2020).

## Географія
Лонг-Барн розташований за координатами 38°5′36″ пн. ш. 120°8′4″ зх. д. / 38.09333° пн. ш. 120.13444° зх. д. (38.093263, -120.134496).  За даними Бюро перепису населення США в 2010 році переписна місцевість мала площу 7,46 км², з яких 7,45 км² — суходіл та 0,00 км² — водойми.

## Демографія
Згідно з переписом 2010 року, у переписній місцевості мешкало 155 осіб у 81 домогосподарстві у складі 44 родин. Густота населення становила 21 особа/км².  Було 331 помешкання (44/км²).
Расовий склад населення:
| - 90,3 % — білих - 1,9 % — корінних американців - 0,6 % — чорних або афроамериканців - 3,2 % — осіб інших рас |

До двох чи більше рас належало 3,9 %. Частка іспаномовних становила 8,4 % від усіх жителів.
За віковим діапазоном населення розподілялося таким чином: 14,8 % — особи молодші 18 років, 63,3 % — особи у віці 18—64 років, 21,9 % — особи у віці 65 років та старші. Медіана віку мешканця становила 54,3 року. На 100 осіб жіночої статі у переписній місцевості припадало 115,3 чоловіків;  на 100 жінок у віці від 18 років та старших — 106,2 чоловіків також старших 18 років.
Цивільне працевлаштоване населення становило 42 особи. Основні галузі зайнятості: мистецтво, розваги та відпочинок — 100,0 %.